# Jean Forest (Schauspieler)
Jean Forest (* 25. September 1912 in Paris; † 27. März 1980 in Sauvigny-le-Bois) war ein französischer Kinderdarsteller und Hörspielautor.

## Leben und Karriere
Jean Forest wurde auf den Pariser Straßen vom Filmregisseur Jacques Feyder entdeckt, der ihm schauspielerisch anspruchsvolle Hauptrollen in drei seiner Stummfilme gab: Der Mann von der Straße (1922), Kindergesichter (1925) und Heimweh nach der Gasse (1925). Für diese Darstellungen wurde Jean Forest später von Kritikern als „einer berührendsten Kinderschauspieler der Stummfilmära“ sowie als „absolut sehenswert (...) natürlich und mitreißend“ gewürdigt. Forest drehte auch mit anderen Regisseuren und ihm gelang der Sprung in den Tonfilm Ende der 1920er-Jahre, als junger Erwachsener spielte er Nebenrollen in Unter falschem Verdacht mit Käthe von Nagy sowie im Passionsdrama Das Kreuz von Golgatha an der Seite von Robert Le Vigan und Jean Gabin.
Nachdem er nicht mehr an frühere Erfolge anknüpfen konnte und 1935 seinen letzten Film drehte, wandte sich Forest mit Erfolg der Radioarbeit zu. In den 1950er und 1960er Jahren schrieb und produzierte er unter anderem preisgekrönte Hörspiele.
Jean Forest starb 1980 im Alter von 67 Jahren im französischen Dorf Sauvigny-le-Bois.

## Filmografie
- 1922: Der Mann von der Straße (Crainquebille)
- 1924: Die Verstoßenen (Les deux gosses)
- 1925: Kindergesichter (Visages d’enfants)
- 1925: Jocaste
- 1925: Jack
- 1925: Heimweh nach der Gasse (Gribiche)
- 1927: Les coeurs héroïques
- 1930: Une femme a menti
- 1933: Étienne
- 1935: Unter falschem Verdacht (La route impériale)
- 1935: Das Kreuz von Golgatha (Golgotha)
- 1935: Tovaritch